# باشگاه فوتبال یدیگن
باشگاه فوتبال یدیگن یک باشگاه فوتبال حرفه‌ای مستقر در عشق‌آباد ترکمنستان است. این باشگاه که در سال ۲۰۰۳ تأسیس شد، در لیگ عالی ترکمنستان بازی می‌کند.